# Gruabn
Gruabn – stadion piłkarski, położony w mieście Graz, Austria. Oddany został do użytku w 1919 roku. Od tego czasu do 1997 roku rozgrywał swoje mecze domowe SK Sturm Graz, ale po wybudowaniu nowego stadionu przeniósł się na UPC-Arena, a w 2005 z powodu problemów finansowych musiał sprzedać swoje prawa na Gruabn. Od 1923 swoje mecze na tym obiekcie rozgrywa zespół Grazer SC. Jego pojemność wynosi 10 500 miejsc. W latach 1920, 1934, 1948, 1982 był remontowany.